# Paramarbla ansorgei
Paramarbla ansorgei är en fjärilsart som beskrevs av Collenette 1960. Paramarbla ansorgei ingår i släktet Paramarbla och familjen tofsspinnare. Inga underarter finns listade i Catalogue of Life.